# 陆镇藩
陆镇藩（1919年4月16日—2004年10月4日），贵州平塘人，布依族，中华人民共和国政治人物。
陆镇藩早年曾担任过乡长、县参议员。中华人民共和国成立后，历任独山专区行政公署专员、贵州省林业厅副厅长等职。此外，他还是第一、八届全国人大代表。第三、四届全国政协委员，第五至七届全国政协常务委员。2004年，陆镇藩在贵阳去世，终年86岁。